# Saint-Maurice-le-Vieil
Saint-Maurice-le-Vieil is een gemeente in het Franse departement Yonne (regio Bourgogne-Franche-Comté) en telt 217 inwoners (1999). De plaats maakt deel uit van het arrondissement Auxerre.

## Geografie
De oppervlakte van Saint-Maurice-le-Vieil bedraagt 4,9 km², de bevolkingsdichtheid is 44,3 inwoners per km².
De onderstaande kaart toont de ligging van Saint-Maurice-le-Vieil met de belangrijkste infrastructuur en aangrenzende gemeenten.

## Demografie
Onderstaande figuur toont het verloop van het inwonertal (bron: INSEE-tellingen).